# Crystal System
Crystal System es una Placa de arcade creada por BrezzaSoft.

## Descripción
El Crystal System fue lanzada por BrezzaSoft en 2001. Tenía un sistema similar al de Neo Geo, basándose en cartuchos intercambiables, pero estuvo lejos del éxito del sistema de SNK.
El sistema tenía un procesador ADC SE3208 32bit RISC CPU a una velocidad de 43 MHz, y a cargo del video y sonido estaba el Magic Eyes VRender0 Chip.
En esta placa se conoce que funcionaron 6 títulos.

## Especificaciones técnicas

### Procesador
- ADC SE3208 32bit RISC CPU a una velocidad de 43 MHz

### Audio y Video
- Magic Eyes VRender0 Chip
  - CPU Core ADC SE3208
    - 32 channels wavetable synth (8bit linear, 16bit linear and 8bit ulaw sample format)
    - Custom 2D video rendering device (Zoom in/out, Rotation, Shading, Texture Mapping, Alpha-Blending - all MS Direct X compatible)
    - All associated I/O

## Lista de videojuegos
- Donggul Donggul Haerong (2001)
- Evolution Soccer (2001)
- Office Yeo In Cheon Ha (2001)
- The Crystal of Kings (2001)
- Top Blade V (2003)
- Urachacha Mudaeri (2002)